# Miremont (Puy-de-Dôme)
Miremont ist eine französische Gemeinde mit 295 Einwohnern (Stand 1. Januar 2022) im Département Puy-de-Dôme in der Region Auvergne-Rhône-Alpes (vor 2016 Auvergne). Die Gemeinde gehört zum Arrondissement Riom und zum Kanton Saint-Ours (bis 2015 Pontaumur). 

## Lage
Miremont liegt etwa 33 Kilometer westnordwestlich von Clermont-Ferrand in der alten Kulturlandschaft der Combrailles und am Fluss Sioulet, in den hier der Chevalet (von linke) und der Teissoux (von rechts) einmündet. Umgeben wird Miremont von den Nachbargemeinden Saint-Priest-des-Champs im Norden, Les Ancizes-Comps im Nordosten, Saint-Jacques-d’Ambur im Osten, La Goutelle im Süden und Südosten, Pontaumur im Südwesten, Landogne im Westen und Südwesten, Villosanges im Westen sowie Charensat im Nordwesten.

## Bevölkerungsentwicklung
| Jahr                       | 1962 | 1968 | 1975 | 1982 | 1990 | 1999 | 2006 | 2013 |
| Einwohner                  | 555  | 474  | 417  | 403  | 370  | 320  | 327  | 314  |
| Quellen: Cassini und INSEE |      |      |      |      |      |      |      |      |

## Sehenswürdigkeiten
- Kirche Saint-Bonnet
- Schloss Miremont, Monument historique

## Weblinks

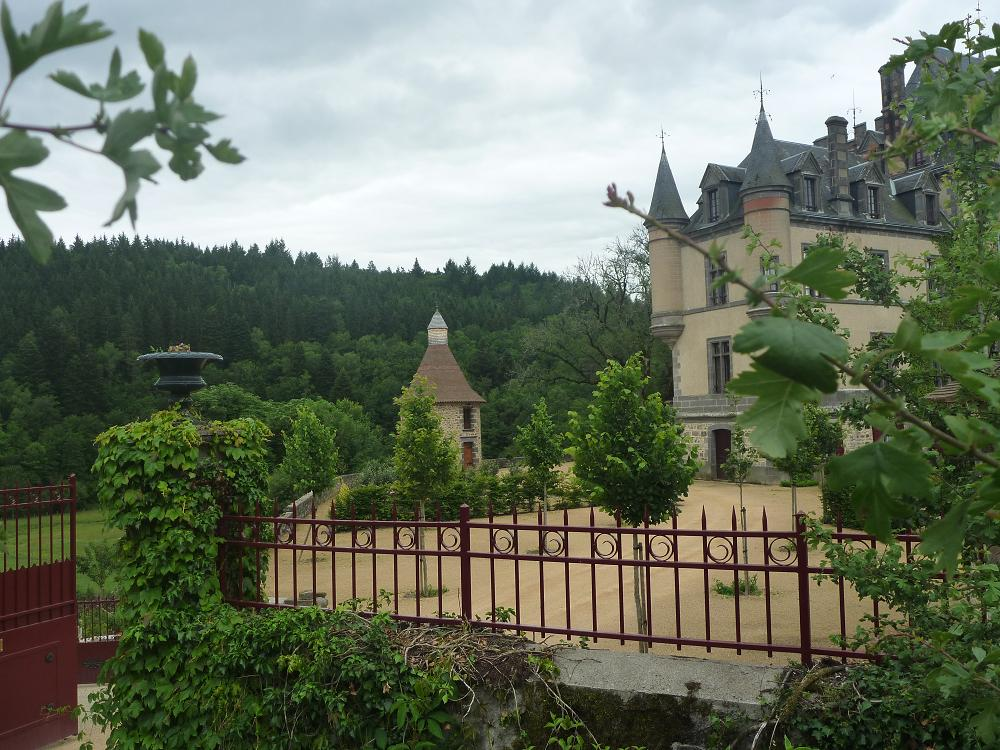
Schloss Miremont